# Трактовый (Нижегородская область)
Тракто́вый — посёлок железнодорожного разъезда в Арзамасском районе Нижегородской области. Входит в состав Кирилловского сельсовета.

## География
Располагается в 9 км от Арзамаса, рядом с Морозовкой.
Окружён лесами.

## Население
| 2002 | 2010 |
| ---- | ---- |
| 17   | ↘8   |